# Landsbykirken
|  | Denne artikel er oprettet af botten PalnaBot ud fra en ekstern database. Den kan derfor have sproglige fejl eller mangler. Denne skabelon kan fjernes efter kontrol af indholdet. |

Landsbykirken er en film instrueret af Carl Th. Dreyer efter manuskript af Carl Th. Dreyer.

## Handling
Filmen om den danske landsbykirke begynder med en skildring af de første trækirker fra tidlig middelalder og viser udviklingen op gennem tiden, hvor man siden 1100-tallet opførte mere end 2000 sognekirker af de mange kampesten, der lå i Danmark efter istiden. Filmen giver ikke alene en række bygningshistoriske oplysninger om selve kirkens hus, men viser også, ligesom i visioner, hvordan gudstjenesten gennem tiderne har formet sig - fra messen i den simple trækirke til den protestantiske gudstjeneste i vore dage.